# سگ‌های شکاری
سگ‌های شکاری (کره‌ای: 사냥개들؛ انگلیسی: Bloodhounds) مجموعه تلویزیون محصول کره جنوبی به کارگردانی کیم جو هوان و با بازی وو دو هوان، لی سانگ یی، پارک سونگ وونگ و هو جون هو است. این مجموعه در ۹ ژوئن ۲۰۲۳ در نتفلیکس منتشر شد. ساخت فصل دوم تایید شده است.

## بازیگران

### اصلی
- وو دو هوان در نقش کیم گون وو[۴]
- لی سانگ یی در نقش هونگ وو جین
- پارک سونگ وونگ در نقش کیم میونگ گیل
- هو جون هو در نقش رئیس چوی

### مکمل
- کیم سه رون در نقش چا هیون جو
- ریو سو یونگ در نقش دو یونگ[۵]
- لی هه یونگ در نقش یانگ جونگ
- چوی یونگ جون در نقش کانگ یونگ[۶]
- چوی شی وون در نقش ایسا هونگ[۷]
- ته وون سوک

## تولید
در ابتدا بازیگر کیم سه رون برای ایفای نقش چا هیون جو تأیید شده بود اما در ۲ ژوئن ۲۰۲۲، نتفلیکس کره گزارش کرد که کیم از این مجموعه که قبلاً فیلم‌برداری‌اش انجام شده، به دلیل تصادف هنگام رانندگی تحت تأثیر الکل (دی‌یوآی) کنار گذاشته خواهد شد. در ۲ ژوئن ۲۰۲۲، گزارش شد که بازیگر جونگ دا اون برای نقش چا هیون جو در نظر گرفته شده‌است.